# Alexandru Vona

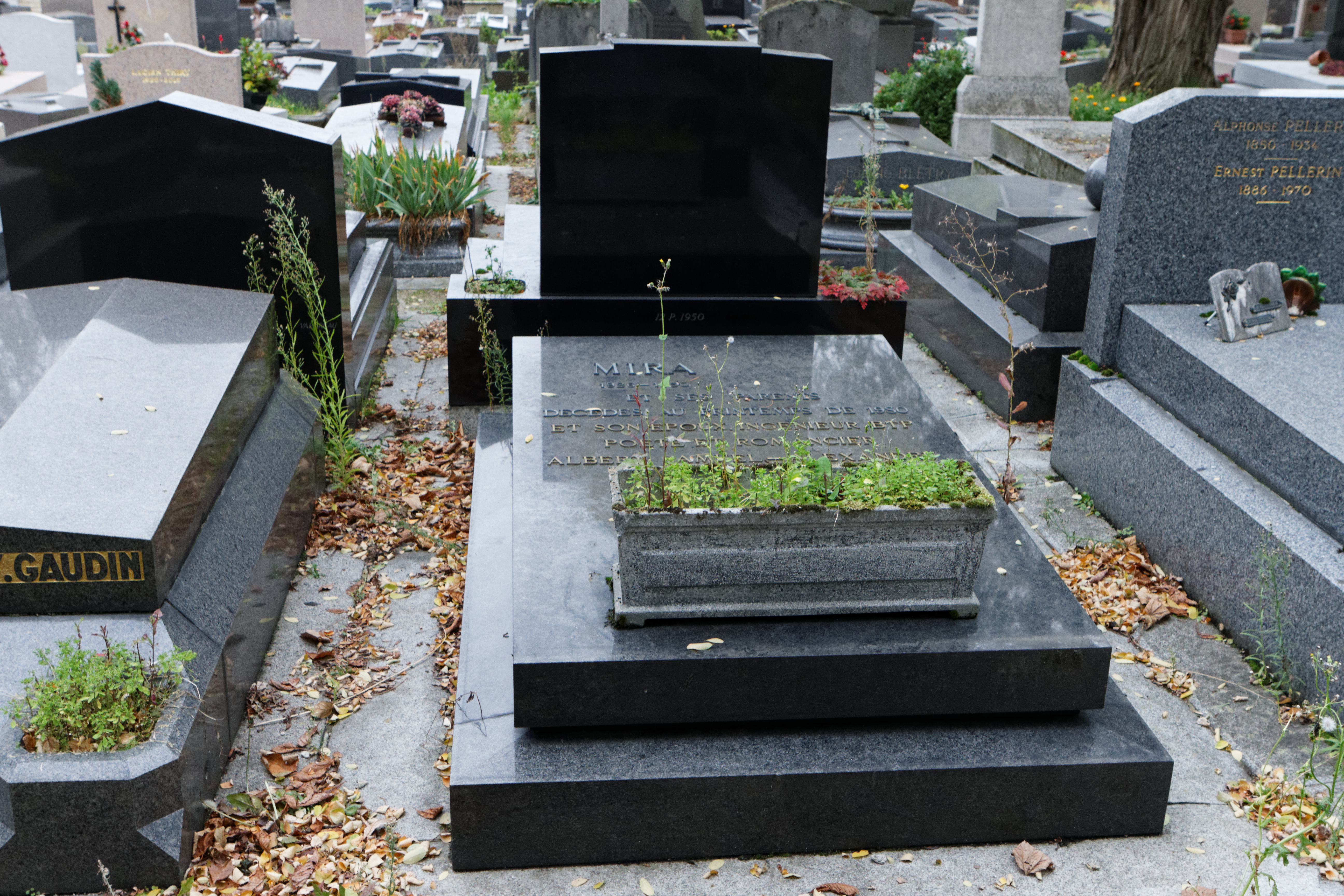
Cimitirul Père-Lachaise

Alexandru Vona, născut Alberto Henrique Samuel Bejar y Mayor, (n. 3 martie 1922, București – d. 12 noiembrie 2004, Neuilly) a fost un scriitor și inginer româno-francez de origine evreiască.
A părăsit România în 1947, după ce a primit Premiul Fundațiilor Regale pentru scriitori tineri pentru un volum de poezie (în manuscris), numit „Vitralii”, care n-a mai fost publicat deoarece editura a dispărut odată cu venirea comuniștilor la putere. Manuscrisul volumului, dat în păstrare lui Mircea Eliade, s-a pierdut.
Romanul „Ferestrele zidite” l-a scris în mai puțin de trei săptămâni în 1947, dar l-a publicat abia în 1993. A fost tradus în mai multe limbi de circulație internațională.
A fost rudă cu Elias Canetti.
Este înmormântat în Cimitirul Père-Lachaise din Paris.

## Scrieri
- Versuri, București, 1936
- Ferestrele zidite, București, 1993, 1997, 2001
- Alexandru Vona, Ovidiu Constantinescu, Ferestre întredeschise, 1997
- Misterioasa dispariție a orașului din câmpie, 2001
- Esmeralda, 2003

## Premii și distincții
- Premiul Fundațiilor Regale, 1947
- Premio Unión Latina de Lenguas Romances, 1995[9]